# Laurie Hughes
Lawrence Hughes (ur. 2 marca 1924 w Liverpoolu  – zm. 9 września 2011 tamże) – angielski piłkarz występujący podczas kariery na pozycji obrońcy.

## Kariera klubowa
Laurie Hughes całą piłkarską karierę spędził w Liverpoolu, w którym występował w latach 1943-1960. Z The Reds zdobył mistrzostwo Anglii w 1947 oraz dotarł do finału Pucharu Anglii w 1950. W 1954 spadł z Liverpoolem do Division Two w 1954. Ostatni raz w barwach Czerwonych wystąpił 28 września 1957 w meczu z Charltonem, chociaż w kadrze pozostawał do maja 1960, kiedy to oficjalnie zakończył karierę. Ogółem w barwach The Reds rozegrał 326 spotkań, w których zdobył bramkę.
| Sezon   | Klub           | Kraj   | Rozgrywki                        | Mecze | Bramki |
| ------- | -------------- | ------ | -------------------------------- | ----- | ------ |
| 1942/43 | Liverpool F.C. | Anglia | Football League War Cup          | 2     | 0      |
| 1943/44 | Liverpool F.C. | Anglia | Football League War Cup          | 39    | 1      |
| 1944/45 | Liverpool F.C. | Anglia | Football League War Cup          | 39    | 0      |
| 1945/46 | Liverpool F.C. | Anglia | War League North Regional League | 33    | 0      |
| 1946/47 | Liverpool F.C. | Anglia | Division One                     | 30    | 0      |
| 1947/48 | Liverpool F.C. | Anglia | Division One                     | 32    | o      |
| 1948/49 | Liverpool F.C. | Anglia | Division One                     | 12    | 0      |
| 1949/50 | Liverpool F.C. | Anglia | Division One                     | 35    | 0      |
| 1950/51 | Liverpool F.C. | Anglia | Division One                     | 24    | 0      |
| 1951/52 | Liverpool F.C. | Anglia | Division One                     | 25    | 1      |
| 1952/53 | Liverpool F.C. | Anglia | Division One                     | 11    | 0      |
| 1953/54 | Liverpool F.C. | Anglia | Division One                     | 27    | 0      |
| 1954/55 | Liverpool F.C. | Anglia | Division Two                     | 26    | 0      |
| 1955/56 | Liverpool F.C. | Anglia | Division Two                     | 39    | 0      |
| 1956/57 | Liverpool F.C. | Anglia | Division Two                     | 41    | 0      |
| 1957/58 | Liverpool F.C. | Anglia | Division Two                     | 1     | 0      |
| 1958/59 | Liverpool F.C. | Anglia | Division Two                     | 0     | 0      |
| 1959/60 | Liverpool F.C. | Anglia | Division Two                     | 0     | 0      |

## Kariera reprezentacyjna
W reprezentacji Anglii Hughes zadebiutował 25 czerwca 1950 w wygranym 2-0 meczu w mistrzostwach świata z Chile. Na turnieju w Brazylii wystąpił również w dwóch pozostałych meczach z USA i Hiszpanią, który był zarazem jego ostatnim meczem w reprezentacji. 
| Mecze i gole w reprezentacji | Mecze i gole w reprezentacji | Mecze i gole w reprezentacji | Mecze i gole w reprezentacji | Mecze i gole w reprezentacji | Mecze i gole w reprezentacji | Mecze i gole w reprezentacji |
| #                            | Data                         | Miasto                       | Przeciwnik                   | Gol                          | Wynik                        |                              |
| ---------------------------- | ---------------------------- | ---------------------------- | ---------------------------- | ---------------------------- | ---------------------------- | ---------------------------- |
| 1.                           | 25.06.1950                   | Rio de Janeiro               | Chile                        |                              | 2:0                          | Mundial 1950                 |
| 2.                           | 29.06.1950                   | Belo Horizonte               | Stany Zjednoczone            |                              | 0:1                          | Mundial 1950                 |
| 3.                           | 02.07.1950                   | Rio de Janeiro               | Hiszpania                    |                              | 0:1                          | Mundial 1950                 |